# Orion (1931)
Orion (Q165) – francuski dwukadłubowy okręt podwodny z okresu międzywojennego i II wojny światowej, jedna z dwóch zbudowanych jednostek typu Orion. Okręt został zwodowany 21 kwietnia 1931 roku w stoczni Ateliers et Chantiers de la Loire w Nantes, a w skład Marine nationale wszedł 5 lipca 1932 roku. Jednostka pełniła służbę na Morzu Śródziemnym, a po zawarciu zawieszenia broni między Francją a Niemcami została przejęta przez Brytyjczyków i przekazana marynarce Wolnych Francuzów. Z powodu złego stanu technicznego „Orion” stał się źródłem części zamiennych dla innych francuskich okrętów, a w kwietniu 1943 roku został zezłomowany.

## Projekt i budowa
„Orion” zamówiony został w ramach programu rozbudowy floty francuskiej z 1928 roku. Okręt, zaprojektowany przez inż. Jeana Simonota, należał do ulepszonej w stosunku do 600-tonowych typów Sirène, Ariane i Circé serii jednostek o wyporności 630 ton. Usunięto większość wad poprzedników: okręty charakteryzowały się wysoką manewrowością i krótkim czasem zanurzenia; poprawiono też warunki bytowe załóg.
„Orion” zbudowany został w stoczni Ateliers et Chantiers de la Loire w Nantes . Stępkę okrętu położono 9 lipca 1929 roku , a zwodowany został 21 kwietnia 1931 roku.

## Dane taktyczno-techniczne
„Orion” był średniej wielkości okrętem podwodnym o konstrukcji dwukadłubowej. Długość między pionami wynosiła 66,75 metra, szerokość 6,2 metra i zanurzenie 4,4 metra . Wyporność normalna w położeniu nawodnym wynosiła 558 ton, a w zanurzeniu 787 ton. Okręt napędzany był na powierzchni przez dwa dwusuwowe silniki wysokoprężne Sulzer o łącznej mocy 1400 KM. Napęd podwodny zapewniały dwa silniki elektryczne o łącznej mocy 1000 KM. Dwuśrubowy układ napędowy pozwalał osiągnąć prędkość 14 węzłów na powierzchni i 9 węzłów w zanurzeniu. Zasięg wynosił 2300 Mm przy prędkości 13,5 węzła w położeniu nawodnym (lub 4000 Mm przy prędkości 10 węzłów) oraz 82 Mm przy prędkości 5 węzłów w zanurzeniu . Zbiorniki paliwa mieściły 65 ton oleju napędowego. Dopuszczalna głębokość zanurzenia wynosiła 80 metrów .
Okręt wyposażony był w osiem wyrzutni torped: trzy stałe kalibru 550 mm na dziobie, jedną zewnętrzną kalibru 550 mm na rufie, podwójny zewnętrzny obracalny aparat torpedowy kalibru 550 mm oraz podwójny zewnętrzny obracalny aparat torpedowy kalibru 400 mm . Łącznie okręt przenosił dziewięć torped, w tym siedem kalibru 550 mm i dwie kalibru 400 mm . Uzbrojenie artyleryjskie stanowiło umieszczone przed kioskiem działo pokładowe kalibru 75 mm M1928 L/35 oraz pojedynczy wielkokalibrowy karabin maszynowy Hotchkiss kalibru 13,2 mm L/76. Jednostka wyposażona też była w hydrofony .
Załoga okrętu składała się z 3 oficerów oraz 38 podoficerów i marynarzy.

## Służba
„Orion” wszedł do służby w Marine nationale 5 lipca 1932 roku . Jednostka otrzymała numer burtowy Q165 . W momencie wybuchu II wojny światowej okręt pełnił służbę na Morzu Śródziemnym, wchodząc w skład 12. dywizjonu 2. Flotylli okrętów podwodnych w Oranie (w skład którego wchodziła ponadto bliźniacza „Ondine” oraz „Junon” i „Minerve”) . Dowódcą jednostki był w tym okresie kpt. mar. (fr. lieutenant de vaisseau) J.L.C. Vichot .
W czerwcu 1940 roku okręt nominalnie znajdował się w składzie 12. dywizjonu, a jego dowódcą był nadal kpt. mar. Vichot . „Orion” przebywał w Cherbourgu, gdzie przechodził remont mający trwać do 1 września . 18 czerwca, wobec zbliżania się wojsk niemieckich do portu w Breście, „Orion” i „Ondine” na holu opuściły bazę i dotarły do Portsmouth . Po podpisaniu zawieszenia broni między Francją a Niemcami, 3 lipca Brytyjczycy przeprowadzili operację Catapult, zajmując siłą wszystkie francuskie okręty znajdujące się w portach brytyjskich (w tym i niesprawnego „Oriona”) . Okręt został oddany marynarce Wolnych Francuzów, jednak jego stan techniczny uniemożliwiał podjęcie czynnej służby . „Orion” stał się źródłem części zamiennych dla operujących z portów brytyjskich francuskich okrętów podwodnych „Junon” i „Minerve” . Jednostka została zezłomowana w kwietniu 1943 roku.